# Skocznia narciarska na Pięknej Górze
Skocznia narciarska na Pięknej Górze – nieczynna skocznia narciarska położona na Pięknej Górze (Gołdapskiej Górze, 272 m n.p.m., Wzgórza Szeskie) na terenie miejscowości Konikowo w gminie Gołdap.
Skocznia powstała z inicjatywy Powiatowego Komitetu Kultury Fizycznej i Turystyki w Gołdapi (którego przewodniczącym był Lech Iwanowski,  gołdapski animator sportu, przez lata komandor Biegu Jaćwingów). Inicjatywę tę, z początków lat 60., poparło Prezydium Powiatowej Rady Narodowej z przewodniczącym Witoldem Kułakowskim. Projekt dokumentacji budowlanej opracował mgr inż. arch. Jerzy Muniak z Krakowa, twórca wielu profili polskich skoczni narciarskich, a wykonawcami byli rzemieślnicy pod kierunkiem (według pamięci Lecha Iwanowskiego) Henryka Przestrzelskiego.
Zakończenie robót budowlanych nastąpiło w 1963 roku. Na początku 1964 roku na Pięknej Górze oddano do użytku drewnianą skocznię narciarską o punkcie konstrukcyjnym 37 m. Pierwszy konkurs skoków odbył się podczas VI Pucharu Nizin w dniach 14–16 lutego 1964 roku. Startowali między innymi skoczkowie z województwa białostockiego. Gołdap reprezentowali m.in.: Wolfgang Fieweg, Walerian Orański, Eugeniusz Zduniewicz, Stanisław Skierś i wielu młodszych skoczków. Białystok reprezentował Stanisław Ptak. Warszawę reprezentowali m.in.: Wojciech Zabawa i Jerzy Góralczyk. Rekordzistą skoczni został Wojciech Zabawa (WKN Warszawa), który skoczył na odległość 41,5 m.
Skocznia w kolejnych latach wielokrotnie (ostatni raz w roku 1977, IX edycja) gościła Puchar Nizin. Obiekt przestał być używany w roku 1988. W późniejszym czasie kilkakrotnie rozpatrywano możliwą przebudowę skoczni, jednak dotychczas do niej nie doszło.